# 苫前グリーンヒルウインドパーク

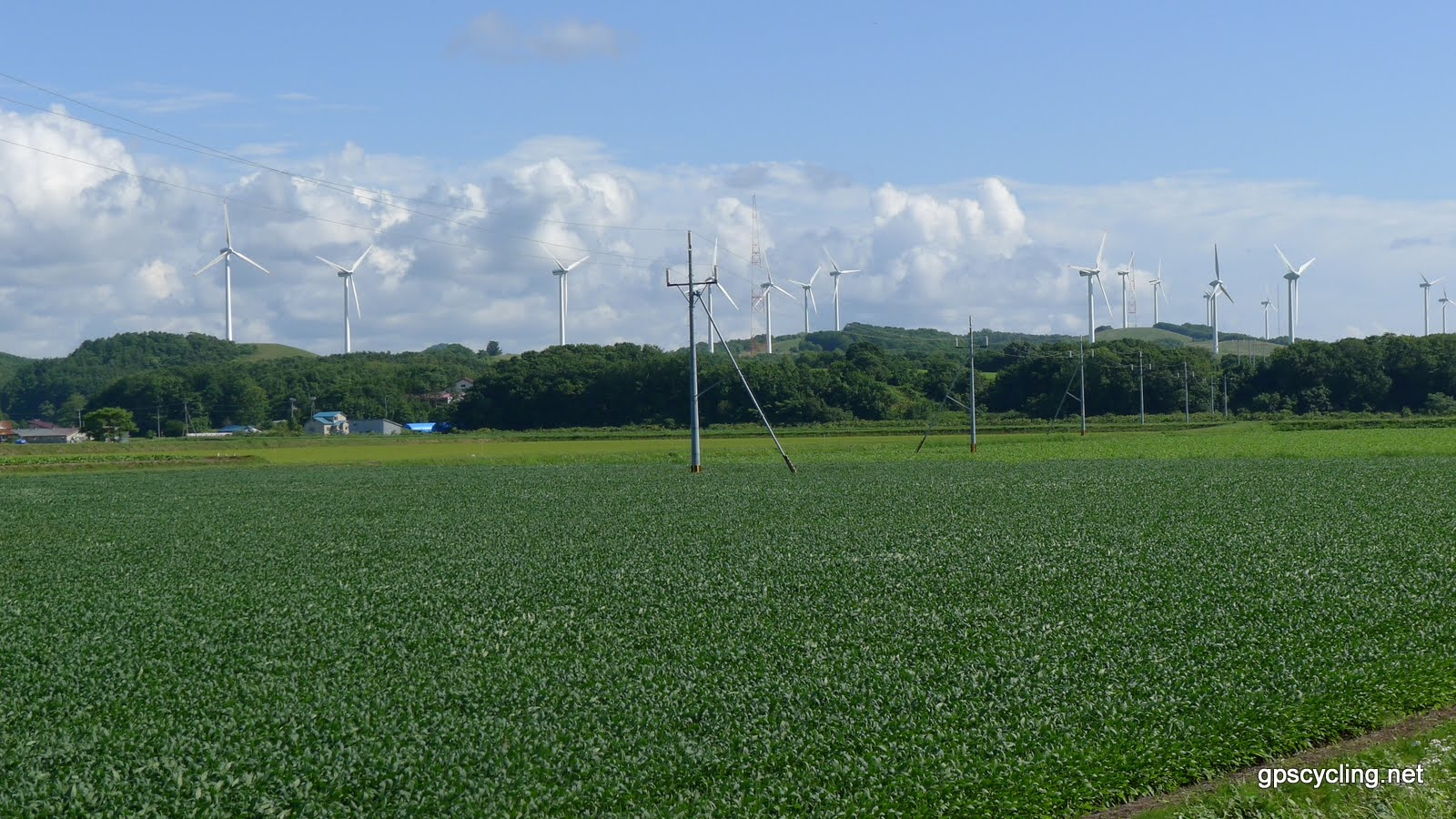
上平グリーンヒルファーム

苫前グリーンヒルウインドパーク（とままえグリーンヒルウインドパーク）は、北海道苫前郡苫前町にある集合型風力発電所。通称「ユーラス苫前ウインドファーム」。1999年（平成11年）11月運転開始。

## 概要
日本国内初となる大規模風力発電所であり、風を有効活用して地域の活性化を図る取組みを行っている苫前町の町営牧場（苫前町上平共同利用模範牧場）に20基の風力発電機を設置している。総出力は20,000 kWであり、一般家庭約15,000世帯分の電力を発電している。第5回「新エネ大賞」資源エネルギー庁長官賞を受賞し、「新エネ百選」に選定されている。隣接する苫前ウィンビラ発電所と合わせて、町営牧場にある風力発電施設の総称を「上平グリーンヒルウインドパーク」としており、「上平グリーンヒルウィンドファーム周辺地区」として平成13年度「美しいまちなみ賞」優秀賞を受賞している。周辺区域では「（仮称）新苫前風力発電事業」を計画している。
2021年 計20基の風車全基を解体、撤去し、2022年に建て替えが完了し運転を再開した。

## 設備
風車はシーメンスによる1,000 kW/200 kW（大発と小発の極数切換方式）風車「Siemens Wind Power A/S」19基、東芝による2,000 kW風車1基を設置している。シーメンス製風車の回転数は22/15 rpm、ローターの直径は54.2 mある。
なお、建て替え後はGE社製の風車計5基になっている。

## 参考資料
- “苫前グリーンヒルウインドパーク 11号風車破損事故について（最終報告概要）” (PDF). ユーラスエナジージャパン.  経済産業省 (2013年11月15日). 2017年8月7日閲覧。